# Крналово
Крналово (буг. Кърналово) је насељено место у општини Петрич у области Благоевград, Бугарска. Према попису из 2021. године било је 1.522 становника.
Према бугарском географу и историчару, Василу Канчову, у Крналову је 1900. године живело 700 Словена хришћана.